# Чезе (Кјети)
Чезе (итал. Cese) је насеље у Италији у округу Кјети, региону Абруцо.
Према процени из 2011. у насељу је живело 87 становника. Насеље се налази на надморској висини од 50 м.